# José Arato
José Arato (Buenos Aires, 1893-ibídem, 1929) fue un pintor de Argentina. Participó de varias exposiciones de arte y realizó los dibujos para ilustrar el libro Los pobres de Leónidas Barletta. Sus obras están expuestas en varios museos de arte.

## Trayectoria
Estudió dibujo en la Sociedad Estímulo de Bellas Artes.
Junto a Santiago Palazzo y Agustín Riganelli establecieron un taller en Barracas primero y en la década de 1920 lo mudaron a Boedo.
En 1925 el grupo fue denominado "artistas del pueblo".